# 서프라이즈 (그룹)
서프라이즈(5urprise)는 대한민국의 배우 아이돌 그룹이다. 연기뿐만 아니라 음악, 예능, 모델 등에도 활동하고 있다. 2013년 8월 결성되었으며, 유일, 서강준, 공명, 강태오, 이태환으로 이루어져 있다.
2020년 4월 계약만료로 인해 자연스럽게 팀은 비공식 해체하게 되었다.

## 이전 구성원
| 이름   | 소개 |
| ------ | --- |
| 유일   | - 본명 : 박상일 (朴葬一) - 생년월일 : 1990년 1월 11일(35세) - 출생지 : 대한민국 서울특별시 - 학력 : 건국대학교 영화예술학과          |
| 서강준 | - 본명 : 이승환 (李承桓) - 생년월일 : 1993년 10월 12일(31세) - 출생지 : 대한민국 경기도 군포시 - 학력 : 동서울대학교 연기예술과      |
| 공명   | - 본명 : 김동현 (金東炫) - 생년월일 : 1994년 5월 26일(30세) - 출생지 : 대한민국 경기도 구리시 - 학력 : 동서울대학교 연기예술과       |
| 강태오 | - 본명 : 김윤환 (金潤煥) - 생년월일 : 1994년 6월 20일(30세) - 출생지 : 대한민국 인천광역시 - 학력 : 작전고등학교 (졸업)              |
| 이태환 | - 본명 : 이태환 (李太奐) - 생년월일 : 1995년 2월 21일(30세) - 출생지 : 대한민국 서울특별시 - 학력 : 성균관대학교 연기예술학과 (재학) |

## 경력
2013년 8월, 소속사 판타지오는 5명의 배우 그룹이 데뷔할 것이라고 발표하였다. 서프라이즈는 신인 발굴 프로그램 액터스 리그를 통해 선발 된 멤버들로, 2년간 연습생 생활을 하였다. 다섯명이 모두 출연한 웹드라마 《방과 후 복불복》의 티저는 8월 14일 공개되었으며, 네이트, 호핀, 티스토어, Btv를 통해 9월에 공개되었다. 서프라이즈가 부른 "Hey U Come On"은 이 드라마의 OST로, 8월에 공개되었다. 이 드라마는 소후닷컴에서 천만명 이상이 시청하였으며, 시즌 2 또한 중국에서 투자를 받아 2014년 11월에 공개되었다. 첫 싱글 앨범 From My Heart 또한 11월에 공개되었고, 18일 서울 강남구 CGV 청담 씨네시티 엠큐브에서 쇼케이스를 진행했다. 2월 10일, 뉴욕에서 열리는 드라마피버 어워드에서 공연을 하였다.

## 음반
- 2013년 방과후 복불복 OST Part 1
- 2013년 방과후 복불복 (드라마툰) OST
- 2014년 1st 싱글 《5URPRISE 1st SINGLE-From my heart》
- 2015년 1st 일본 싱글 《Surprise Flight》
- 2016년 2nd 일본 싱글 《SHAKE IT UP》

### 기타 참여
- 2016년 드라마 치즈인더트랩 OST part4 《너를 채운다. 너를 지운다》[깨진 링크(과거 내용 찾기)] (티어라이너 Feat.서프라이즈)

## 드라마
- 2013년 웹드라마 《방과 후 복불복》
- 2015년 웹드라마 《방과 후 복불복 시즌 2》
- 2020년 드라마   《조선로코-녹두전》강태오

## 예능
- 2014년 MBC 《2014 설특집 아이돌스타 육상 양궁 풋살 컬링 선수권대회》
- 2014년 SBS 《슈퍼주니어M의 게스트하우스》
- 2015년 JTBC 《현생인류보고서 – 타인의 취향》
- 2018년 넷플릭스 《범인은 바로 너!》

## 공연
- 2014년 일본 라이브 《Asia Promotion Tour 5URPRISE PARTY in Japan》
- 2015년 일본 라이브 《5urprise Japan Debut Live ‘5urprise Flight’》

### 팬미팅
| 날짜             | 국가 / 도시   | 주제                                                     | 장소               | 관객 수 |
| ---------------- | ------------- | -------------------------------------------------------- | ------------------ | ------- |
| 2014년 11월 18일 | 대한민국 서울 | ‘서프라이즈 파티’                                        | 서울 청담엠큐브    | [ 18 ]  |
| 2014년 12월 27일 | 일본 도쿄     | ‘Asia Promotion Tour 5URPRISE PARTY in Japan’            | 도쿄 야마노홀      | 200명   |
| 2015년 8월       | 홍콩          |                                                          |                    | 1,000명 |
| 2015년 2월 21일  | 태국 방콕     | ‘5URPRISE BEYOND & SEO KANG JUN FAN MEETING IN THAILAND’ | 방콕 로얄 파라곤홀 | 3,000명 |

## 같이 보기
- 원오원